# Saint-Marien
Saint-Marien är en kommun i departementet Creuse i regionen Nouvelle-Aquitaine i de centrala delarna av Frankrike. Kommunen ligger i kantonen Boussac som tillhör arrondissementet Guéret. År 2022 hade Saint-Marien 199 invånare.

## Befolkningsutveckling
Antalet invånare i kommunen Saint-Marien
Referens:INSEE